# タイ王国空軍
タイ王国空軍（タイおうこくくうぐん、タイ語名：กองทัพอากาศไทย、タイ語略名：ทอ.、英語名：The Royal Thai Air Force：RTAF）は、タイ王国国防省に属する空軍。タイ王国軍最高司令部の統轄下にある。1913年11月2日創設。

## 歴史
1911年2月2日、ベルギー人パイロット"Charles Van Den Born"がサラパトゥム競馬場において、タイ王国で最初に航空機（オーヴィル・ライト型飛行機）を紹介した。その展示された航空機にサヤーム王国陸軍局局長であったヂャックラボンセ・ブワナート王子（ピサヌローク王子）は多大な関心を示し、1912年2月28日、タイ王国を飛行機先進国とするという使命を帯びた3名の将校を航空技術習得のためにフランスに派遣した。派遣された3名の将校、ルアン・サックサンラヤーウット少佐（スニー・スワンナプラティープ）、ルアン・アーウットシキゴーン大尉（ロン・シンスック）、ティップ・ゲトゥタット中尉は飛行技術を習得し、1913年11月2日、8機の航空機（ブレゲー4機、ニューポール4機）とともに本国に帰国。この3名の将校は、今日「タイ空軍の父」と見なされている。
1914年3月1日、ピサヌローク王子はサラパトゥム飛行場をドンムアンに移し、国防省はこの初期の空軍を「陸軍航空隊」として陸軍工兵監督総務部の管轄下に置いくことを提案、3月27日に承認された。そのため、3月27日は「空軍設立記念日」となっている。その後、工兵隊司令官プラチャトラ王子と弟のピサヌローク王子がタイ王国軍の空挺作戦の発展と地位の向上に多大に寄与してゆくことになった。
第一次世界大戦時、タイは連合国側について参戦。それに伴い「陸軍航空隊」は「陸軍航空局」に昇格。その後、1919年、さらに組織拡充を行い「空軍局」に昇格。1937年4月1日「王国空軍」となる。
タイ・フランス領インドシナ紛争時には、タイ王国空軍はヴィシー政権フランス空軍に空対空戦闘を挑み、戦果を挙げ、第二次世界大戦時は1942年に日本軍と同盟を結びビルマシャン州に駐留していた陸軍に協力したり、戦争末期にはバンコクを空襲から守るために出撃を行ったりしていた。また、当時の空軍軍人の中には個人的に反日レジスタンス運動に加わる者もいたという。第二次大戦以降、空軍は朝鮮戦争時には国連軍支援のためにC-47 スカイトレイン輸送機3機を派遣。このC-47輸送機を操縦する航空団はベトナム戦争の際にも国連軍を支援した。反共掃討のために、国境地帯では数多くの空挺作戦が行われており、ラオスのバーン・ナムター空襲、タイ・カンボジア国境でのタイ・ベトナム紛争時の空挺作戦が知られる。
冷戦終結後、空軍は1999年ミャンマーに対する第9631地点国境作戦に参加。さらに2003年、カンボジアプノンペン暴動の際には在住タイ人と外国人の救出に出動した。
2025年7月24日、国境付近でタイ軍とカンボジア軍が交戦状態に陥ると、空軍はF-16を使用してカンボジアに対して空爆を行った。
現在、11航空団・航空教育学校1校・320機程度の航空機（うち180機程度が戦闘機）を保有する。

## 組織
タイ王国空軍は国防省の国軍最高司令部（กองบัญชาการกองทัพไทย）の下位組織である。空軍は、以下の5つの業務群からなる。
1. 空軍司令部-バンコク・ドンムアン空港に立地し、主に作戦立案・指揮を含めた総務を行う。司令部の命令系統は以下のようになっている。陸軍司令官（Commander of the Royal Thai Air Force, ผู้บัญชาการทหารอากาศไทย）→空軍副司令官→空軍司令官補→参謀長
2. 実戦部隊
3. 補給業務群-エンジニアリング・通信・医療・輸送・兵器や物資の管理・補給業務を行う。
4. 航空教育群-空軍全体の教育プログラムの調整と監督を行う。
5. 特別活動群-空軍軍人の福利厚生、民間航空会社との連携などを行う。

## 実戦部隊

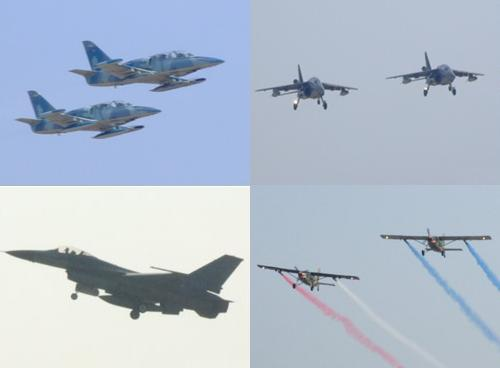
L-39ZA/ART アルバトロス、アルファジェットA、F-16A ファイティングファルコン、フェアチャイルド AU-23A、2007年タイ・こどもの日の航空ショー

空軍の実戦部隊群は、11の航空団・航空教育学校と数隊の空軍参謀本部直属部隊によって構成される。
- タイ空軍作戦参謀本部
- タイ空軍安全保障部隊
- 航空教育学校
  - 航空教育学校は3隊の航空隊から成り、第1航空教育隊、第2航空教育隊、第3航空教育隊。教育団はナコーンパトム県ガムペーンセーン空軍基地内にある。
- 第1航空団
  - 第1航空団は戦闘航空団。ナコーンラーチャシーマー県コラート空軍基地に所属。
- 第2航空団
  - 第2航空団は回転翼航空団・物資・人員輸送・捜索救出任務を行う。ロッブリー県ロッブリー空軍基地に所属。
- 第4航空団
  - 第4航空団は軽戦闘航空団。ナコーンサワン県タークリー空軍基地に所属。
- 第5航空団
  - 第5航空団は輸送・観測航空団。プラチュワップキーリーカン県プラチュワップキーリーカン空軍基地に所属。
- 第6航空団
  - 第6航空団は非戦闘航空団・輸送・作図・通信・調査など多目的作戦行動を行う。バンコク・ドンムアン基地に所属。
- 第7航空団
  - 第7航空団は迎撃および戦闘航空団。スラートターニー県スラートターニー空軍基地に所属。
- 第21航空団
  - 第21航空団は戦闘航空団。ウボンラーチャターニー県ウボンラーチャターニー空軍基地に所属。
- 第23航空団
  - 第23航空団は軽戦闘航空団。ウドーンターニー県ウドーンターニー空軍基地に所属。
- 第41航空団
  - 第41航空団は軽戦闘航空団。チエンマイ県チエンマイ空軍基地に所属。
- 第46航空団
  - 第46航空団は輸送・人工雨航空師団。ピッサヌローク県ピッサヌローク空軍基地に所属。
- 第56航空団
  - 第56航空団は、創設中の航空師団。ソンクラー県ハジャイ空軍基地に所属。

### コマンド中隊
コマンド中隊はおよそ100名で構成される中隊であり、タイ空軍特殊戦闘部隊として1970年代から存在する。本拠地はドンムアン空軍基地であり、ハイジャック対応能力を持つ。強襲小隊を3小隊持ち、それぞれ小隊はさらに2部隊のより小さなユニットに分かれている。

## 飛行隊
| 飛行隊                              | 航空団       | 機体                           | 所属基地                                   | 付記 |
| ----------------------------------- | ------------ | ------------------------------ | ------------------------------------------ | --- |
| 第201ヘリコプター飛行隊（王室警護） | 第2航空団    | S-92/ベル 412                  | コークグラティアム空軍基地（ロッブリー県） | |
| 第202ヘリコプター飛行隊             | 第2航空団    | H135                           | コークグラティアム空軍基地                 | |
| 第203ヘリコプター飛行隊             | 第2航空団    | UH-1H                          | コークグラティアム空軍基地                 | 捜索救難派遣の際には、チエンマイ空軍基地、コラート空軍基地、バンコク・ドンムアン空軍基地、ウドーンターニー空軍基地、ウボンラーチャターニー空軍基地、スラートターニー空軍基地、ハジャイ空軍基地を使用。 |
| 第102飛行隊                         | 第1航空団    | F-16A/B（ADF）                 | コラート空軍基地                           | |
| 第103飛行隊                         | 第1航空団    | F-16A/B OCU Block 15           | コラート空軍基地                           | |
| 第601輸送飛行隊                     | 第6航空団    | C-130H/H-30                    | バンコク・ドンムアン空軍基地               | |
| 第602王室飛行隊（王室警護）         | 第6航空団    | A310-300、A319、737-800        | バンコク・ドンムアン空軍基地               | |
| 第603輸送飛行隊                     | 第6航空団    | ATR 72-500                     | バンコク・ドンムアン空軍基地               | |
| 第604民間パイロット教育飛行隊       | 第6航空団    | CT-4A、T-41D                   | バンコク・ドンムアン空軍基地               | |
| 第211飛行隊                         | 第21航空団   | F-5T                           | ウボンラーチャターニー空軍基地             | |
| 第231戦闘飛行隊                     | 第23航空団   | アルファジェットA              | ウドーンターニー空軍基地                   | |
| 第401軽戦闘飛行隊                   | 第4航空団    | T-50TH                         | タークリー空軍基地                         | |
| 第402電子偵察飛行隊                 | 第4航空団    | リアジェット35、IAI アラバ     | タークリー空軍基地                         | |
| 第403飛行隊                         | 第4航空団    | F-16A/B OCU Block15            | タークリー空軍基地                         | |
| 第411飛行隊                         | 第41航空団   | AT-6TH                         | チエンマイ空軍基地                         | |
| 第461輸送・人工雨飛行隊             | 第46航空団   | GAF ノーマッド、BT-67          | ピッサヌローク空軍基地                     | |
| 第701飛行隊                         | 第7航空団    | JAS 39                         | スラートターニー空軍基地                   | 2011年2月22日、F-5B/E/FからJAS 39へ変更。 |
| 第702飛行隊                         | 第7航空団    | サーブ 340、サーブ 340AEW      | スラートターニー空軍基地                   | |
| 第501戦闘飛行隊                     | 第5航空団    | AU-23A                         | プラチュワップキーリーカン空軍基地         | 以前は第531戦闘飛行隊であったが、2007年4月1日、第501飛行隊に指定し直された。 |
| 第904アグレッサー飛行隊             | -            | F-5E                           | バンコク・ドンムアン基地                   | 以前はワチラーロンコーン皇太子指揮下の戦闘部隊であったが、現在アグレッサー部隊となっている。 |
| タンゴ飛行隊                        | -            | -                              | チエンマイ空軍基地                         | 歴史的飛行機飛行隊、タイ王国空軍の監督外。 |
| 第1航空教育隊                       | 航空教育学校 | PAC CT/4E                      | ガムペーンセーン空軍基地                   | 初等飛行訓練部隊。 |
| 第2航空教育隊                       | 航空教育学校 | PC-9                           | ガムペーンセーン空軍基地                   | 基礎飛行訓練部隊。 |
| 第3航空教育隊                       | 航空教育学校 | ベル 206B（2006年10月1日退役） | ガムペーンセーン空軍基地                   | 回転翼飛行訓練部隊。 |

## 基地

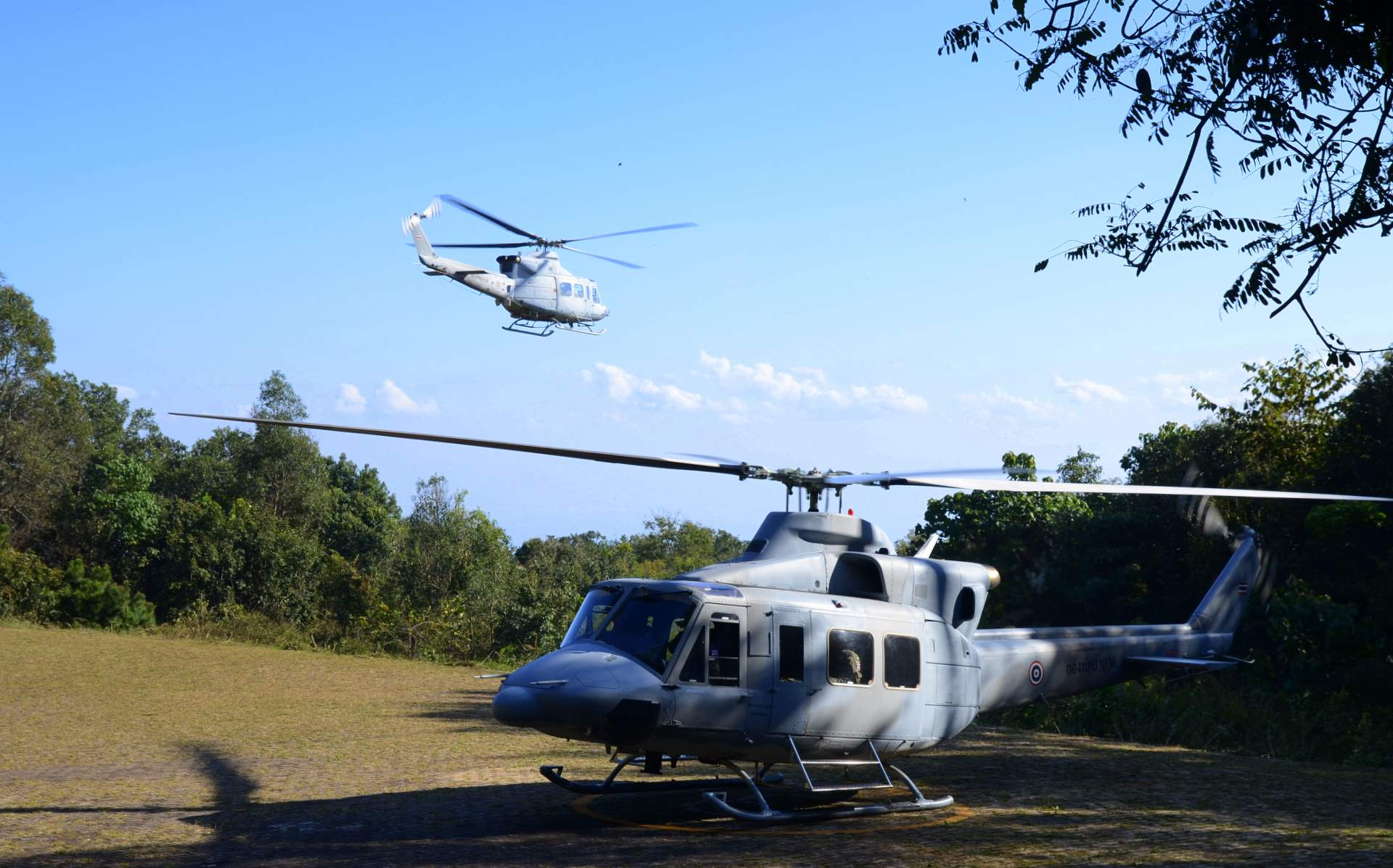
チエンマイ県ドイステープ山のヘリパッドから飛び立つ2機のベル 412

タイ王国空軍は、多くの近代空軍基地を保有しており、基地では作戦任務・輸送・訓練など軍業務が行われている。
1954年-1968年の間に整備された空軍基地は恒久的な建造物と陸上支援施設を保有しており、これらのいくつかの基地はアメリカ軍の空軍基地ネットワークに組み込まれて建造され、1976年に米軍がタイから撤退するまで利用された。政府間協定に基づき、撤退した米軍が残した施設はタイ空軍によって接収され、タークリー空軍基地（ナコーンサワン県）・コラート空軍基地（ナコーンラーチャシーマー県）の建設に利用されたものと推測される。
1980年代、これらの空軍基地とバンコク郊外に位置するドンムアン空軍基地の民間共用が行われるようになるが、米軍の残していった施設はタイ国内の必要量をはるかに超えた大きな施設であったために多大なメンテナンス費用がかかっていた。しかし、当時すべての滑走路が利用可能であり、戦略的に重要な役割を負っていた。
現在、タイ空軍はドンムアン国際空港に接続する形で空軍本部基地を持ち、また、コラート空軍基地・ウボンラーチャターニー空軍基地・タークリー空軍基地を大規模空軍基地施設として運用している。

## 兵装
| 形式名                                     | 生産国         | 機能                               | 数量         | 配備プログラム                    |
| ------------------------------------------ | -------------- | ---------------------------------- | ------------ | --------------------------------- |
| 空対空ミサイル                             |                |                                    |              |                                   |
| IRIS-T                                     | ドイツ         | 短距離空対空ミサイル               | 機密         | サーブ 39 グリペンに搭載          |
| AIM-9 サイドワインダー                     | アメリカ合衆国 | 短距離空対空ミサイル               | 機密（769<） | ピース・ナレースワン、配備済      |
| AIM-120C5 AMRAAM                           | アメリカ合衆国 | 視界外射程空対空ミサイル           | 機密         | 配備済                            |
| パイソン4                                  | イスラエル     | 短距離空対空ミサイル               | 機密         | 配備済                            |
| 空対地ミサイル/空対艦ミサイル/爆弾         |                |                                    |              |                                   |
| ペイブウェイ（GBU-10/GBU-12/GBU-22）       | アメリカ合衆国 | レーザー誘導爆弾                   | 機密         | ?                                 |
| GBU-31(V)1/B                               | アメリカ合衆国 | GPS/INS精密誘導装置付加キット      | 機密         | ?                                 |
| GBU-38/B                                   | アメリカ合衆国 | GPS/INS精密誘導装置付加キット      | 機密         | ?                                 |
| GBU-54/B                                   | アメリカ合衆国 | GPS/INS精密誘導装置付加キット      | 機密         | ?                                 |
| KGGB                                       | 韓国           | GPS精密誘導装置付加キット          | 20           | F-16、T-50THに搭載                |
| AGM-65B/D/G マーベリック                   | アメリカ合衆国 | 空対地ミサイル                     | 800          | ?                                 |
| Mark 80シリーズ（Mark 81/Mark 82/Mark 84） | アメリカ合衆国 | （500/1,000/2,000ポンド）通常爆弾  | ∞            | 国内生産可                        |
| RBS-15                                     | スウェーデン   | （200kg）空対艦ミサイル            | 機密         | サーブ 39 グリペンに搭載          |
| 対空兵装                                   |                |                                    |              |                                   |
| ADATS                                      | スイス         | レーザー誘導超音速ミサイルシステム | 4            | 地上設置式/半移動                 |
| RBS 70 Mk.2                                | スウェーデン   | 携帯式防空ミサイルシステム         | 3            |                                   |
| QW-2                                       | 中国           | 携帯式防空ミサイルシステム         | ?            |                                   |
| MK 30 30mm機関砲 Mod.F                     | ドイツ         | 30mm対空機関砲                     | 8            |                                   |
| ボフォース 40mm L/70                       | スウェーデン   | 40mm対空機関砲                     | ?            |                                   |
| 74式37mm連装機関砲                         | 中国           | 連装式対空機関砲                   | ?            |                                   |
| 陸上車両                                   |                |                                    |              |                                   |
| V-150 コマンドウ                           | アメリカ合衆国 | 4x4水陸両用軽装甲車                | 15           | 12.7mm重機関銃/7.62mm機関銃を搭載 |
| コンドル                                   | ドイツ         | 4x4水陸両用装甲車                  | 20           | 20mm機関砲/7.62mm機関銃を搭載     |

## 所有機
| 機名                            | 生産国           | 分類                            | 機体バージョン                                                                     | 機数        | 注文機数 | 備考 |        |
| 練習機                          | 練習機           | 練習機                          | 練習機                                                                             | 練習機      | 練習機   | 練習機 | 練習機 |
| ------------------------------- | ---------------- | ------------------------------- | ---------------------------------------------------------------------------------- | ----------- | -------- | --- | ------ |
| PAC CT/4E                       | ニュージーランド | 初等プロペラ練習機              | CT-4A/E                                                                            | 20          |          | 24機購入。少なくとも3機喪失。 |        |
| T-41D                           | アメリカ合衆国   | 初等プロペラ練習機              | T-41D                                                                              | 6           |          | 民間パイロット養成用。第604民間パイロット教育飛行隊所属。退役予定。 |        |
| PC-9                            | スイス           | 上級プロペラ練習機              | PC-9M                                                                              | 23          |          | コックピット・内蔵航空電子機器は、TAI社によってアップグレードされている。 |        |
| DA42                            | オーストリア     | 上級プロペラ練習機              | DA42                                                                               | 6           |          | 2009年導入済み。 |        |
| TAI                             | タイ             | 初等プロペラ練習機              | ボー・チョー2（B.Cho.2/บ.ชอ.2）                                                    | 1           |          | タイ王国空軍モデル-6（B.Tho.6/บ.ทอ.6）開発のためのプロトタイプ機。 |        |
| 戦闘機/攻撃機                   |                  |                                 |                                                                                    |             |          | |        |
| JAS 39                          | スウェーデン     | マルチロール機                  | JAS 39C JAS 39D                                                                    | 6           | 6 0      | JAS 39の最初の6機は2011年2月22日に配備。さらに、JAS 39Cが6機2013年に導入されることになっている。 |        |
| F-16                            | アメリカ合衆国   | マルチロール機                  | F-16A OCU Block 10 F-16A OCU Block 15 F-16A ADF Block 15 F-16B OCU Block 15/ADF 15 | 2 28 15 15  |          | さらに2機のF-16 OCU Block 10が補修用パーツとして購入された。 TAI社のファルコンUPプログラムにより、戦闘時間を延ばす近代構造改修に着手。中間段階改良プログラム（MLU）計画により、第403飛行隊の18機のF-16をBlock 50/52プラス基準に改装し、2025年まで耐久年数を延ばすことになっている。 元アメリカ空軍機。ADF Block 15機にのみ、視認外距離（BVR）空対空ミサイル搭載（AIM-120 アムラーム）。 複座式練習機。ADF型の複座機1機を含む。 |        |
| F-5                             | アメリカ合衆国   | 戦闘爆撃機                      | F-5T F-5E F-5F                                                                     | 14 ?-5 ?-10 |          | イスラエルで改修され、パイソン4空対空ミサイルとDASHヘルメットに対応。 2011年にJAS 39に交換予定。 F-5の複座練習機。JAS 39Dに交換予定。 |        |
| アルファジェット A              | ドイツ           | 軽攻撃機/練習機                 | アルファジェット A                                                                 | 19          |          | 元ドイツ空軍機。8機がスペア部品として使用されている。1機廃棄。短距離空対空ミサイルAIM-9P/M実装のための改修済。 |        |
| AU-23A                          | スイス           | 軽攻撃機/多目的機               | AU-23A                                                                             | 14          |          | PC-6の武装バージョン。 元アメリカ空軍機。 |        |
| 偵察機                          |                  |                                 |                                                                                    |             |          | |        |
| GAF ノーマッド                  | オーストラリア   | 監視・パトロール機              | N.22B                                                                              | 3           |          | 2機がTAI社による延命改修を受けた。人工雨薬品散布・山林火災消火作業に使用。 |        |
| リアジェット35                  | アメリカ合衆国   | パトロール機                    | リアジェット35A                                                                    | 1           |          | |        |
| IAI アラバ                      | イスラエル       | パトロール機                    | IAI 201                                                                            | 2           |          | 1機機体胴体部を保管。 |        |
| サーブ 340                      | スウェーデン     | 早期警戒管制機                  | サーブ 340 AEW&C                                                                   | 1           | 1        | 2010年、サーブ 340 AEW&Cを導入。2013年に更に1機を導入予定。エリアイレーダー（Erieyeradar）搭載。 |        |
| エアロノーティクス エアロスター | イスラエル       | 無人航空機                      |                                                                                    | 2           | 4        | 2011年に13機以上をオプションで発注。 |        |
| 輸送機                          |                  |                                 |                                                                                    |             |          | |        |
| C-130                           | アメリカ合衆国   | 戦術輸送機                      | C-130H C-130H-30                                                                   | 7 5         |          | TAI社により航空電装・構造の改修済み。 |        |
| BT-67                           | アメリカ合衆国   | 戦術輸送機                      | BT-67                                                                              | 3           |          | DC-3のターボプロップ改造機。航空戦闘および人工雨薬品散布・山林火災消火作業に使用。2006年8月に1機廃棄。 |        |
| ATR 72                          | フランス         | 輸送機                          | ATR-72-200                                                                         | 2           |          | 配備中 |        |
| サーブ 340                      | スウェーデン     | 短距離輸送機                    | サーブ 340B                                                                        | 2           |          | 2010年、サーブ 340 AEW&Cとともに第702飛行隊に配備。2012年、タイ空軍所有のG.222輸送機3機とスウェーデン空軍所有のサーブ 340Bを1機交換。 |        |
| ボーイング737                   | アメリカ合衆国   | 王室専用機                      | B737-8Z6（B737-800）                                                               | 1           |          | |        |
| A310                            | フランス         | 王室専用機                      | A310-300                                                                           | 1           |          | 主に軍部将校が利用。 |        |
| A319                            | フランス         | 王室専用機                      | A-319-115X CJ                                                                      | 1           |          | 主に政府高官が利用。 |        |
| ヘリコプター                    |                  |                                 |                                                                                    |             |          | |        |
| UH-1                            | アメリカ合衆国   | 多目的ヘリコプター/戦闘捜索救難 | UH-1H                                                                              | 19          |          | まもなく退役予定。EC 725に交換。 |        |
| ユーロコプター EC 725           | フランス         | 多目的ヘリコプター/戦闘捜索救難 | EC 725                                                                             |             | 4        | 16機配備予定。 |        |
| H135                            | フランス         | 練習ヘリコプター                |                                                                                    |             | 6        | タイ空軍初となる専任の練習ヘリコプターで、2020年に6機が発注され、2021年から受領を開始した。タイ空軍では「タイプ13」と呼ばれている。 |        |
| S-92                            | アメリカ合衆国   | 王室専用機                      | S-92                                                                               | 3           |          | |        |
| ベル 412                        | カナダ           | 王室専用機/VIP/VVIPの送迎機     | 412EP/SP                                                                           | 11          |          | |        |

### タイ王国空軍史上の飛行機
タイ王国空軍史上、重要な機体。
- ニューポール（多くの機種があり、ニューポール II・ニューポール IV・ニューポール 12・ニューポール 17・ニューポール 21・ニューポール 24bis・NiD 29）- タイ空軍初の所有機。
- BF2C - タイ空軍初の戦闘機。フランス空軍の戦闘機ポテーズ 25にドッグファイトを挑んだ。
- O2U - タイ空軍初の戦闘機。フランス空軍の戦闘機ポテーズ 25にドッグファイトを挑んだ。
- P-36 - タイ・フランス領インドシナ紛争に出動。仏印空軍の戦闘機MS406と交戦。数機を喪失するが撃墜戦果も挙げる。
- B-10 - タイ・フランス領インドシナ紛争に出動。緒戦での爆撃作戦などを実施。
- 九七式戦闘機 - 第二次世界大戦中、ラムパーン県上空で5機の九七式戦闘機が8機のP-51 マスタングと9機のP-38 ライトニングと交戦。タイ空軍はこの交戦により全機を失ったが、P-38を1機撃墜。2機のP-51に甚大な被害を与えた[10]。
- 一式戦闘機 - 第二次大戦中、アメリカ軍のB-29 スーパーフォートレスを1機撃墜。
- C-45B/F - タイ空軍初の輸送機。1947年-1971年間で就役。
- スピットファイア - 第二次大戦後のわずかな期間のみ使用。
- F8F - 1951年-1963年の間の主力機体。204機使用。現在1機のみが飛行できる形で現存する。
- H-5 - 初のヘリコプター。1951年-1953年まで就役。
- T-33 - 初のジェット戦闘機。1955年-1995年まで就役。
- F-84 - 初のジェット戦闘機。1956年-1963年まで就役。
- ファイアフライ - 1958年から標的曳航機として使用。
- F-86およびF-86L - 初の後退翼ジェット機。後にF-5E/Fシリーズに交換。
- F-5A/B - 初の超音速戦闘機。1966年-2008年まで就役。「古き虎」（オールデスト・タイガー）と呼ばれたF-5Bが含まれており、最初期のF-5Bであった。
- ファントレーナー - タイ空軍とドイツのライン航空機製造が共同開発した航空機。
- OV-10 - 対地攻撃機。共産陣営との戦闘で使用された。1971年-2004年の間に32機使用。2004年にフィリピン空軍に寄贈された。
- アブロ 748 - 2011年、4機が退役。
- G.222 - 2012年に6機が退役。内3機が1機のサーブ 340Bと引き換えにスウェーデンに引き取られた。
- RTAF-5 - OV-10を単発化・縮小したタイ国産試作練習機（試作のみで計画中止）。
- L-39ZA/ART - L-39の西側バージョン。イスラエル航空電装と短距離空対空ミサイルAIM-9P/M サイドワインダーを装備。NATO基準兵器に対応。2021年に最後の5機が退役[11]。

## 調達計画関連

### 戦闘機・訓練機
- F-16 61機[12]

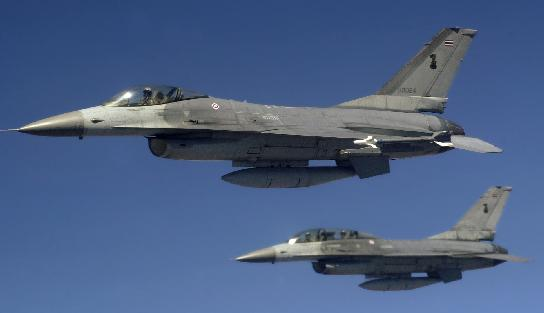
飛行中のF-16 OCU Block 15

  - 1988年、ピース・ナレースワンIでF-16 OCU Block 15単座型8機と複座型4機の導入。
  - 1990-91年、ピース・ナレースワンIIでF-16 OCU Block 15単座型6機の導入。
  - 1995年、ピース・ナレースワンIIIでF-16 OCU Block 15単座型12機と複座型6機を導入。
  - 2000年7月、ピース・ナレースワンIVでF-16の増強を決定、2002年、アメリカからF-16 ADFの中古機16機を導入。F-16A OCU Block 10の2機を交換部品用に購入。
  - その後、シンガポールからBlock 15の単座型3機と複座型4機を寄贈された。

- JAS 39

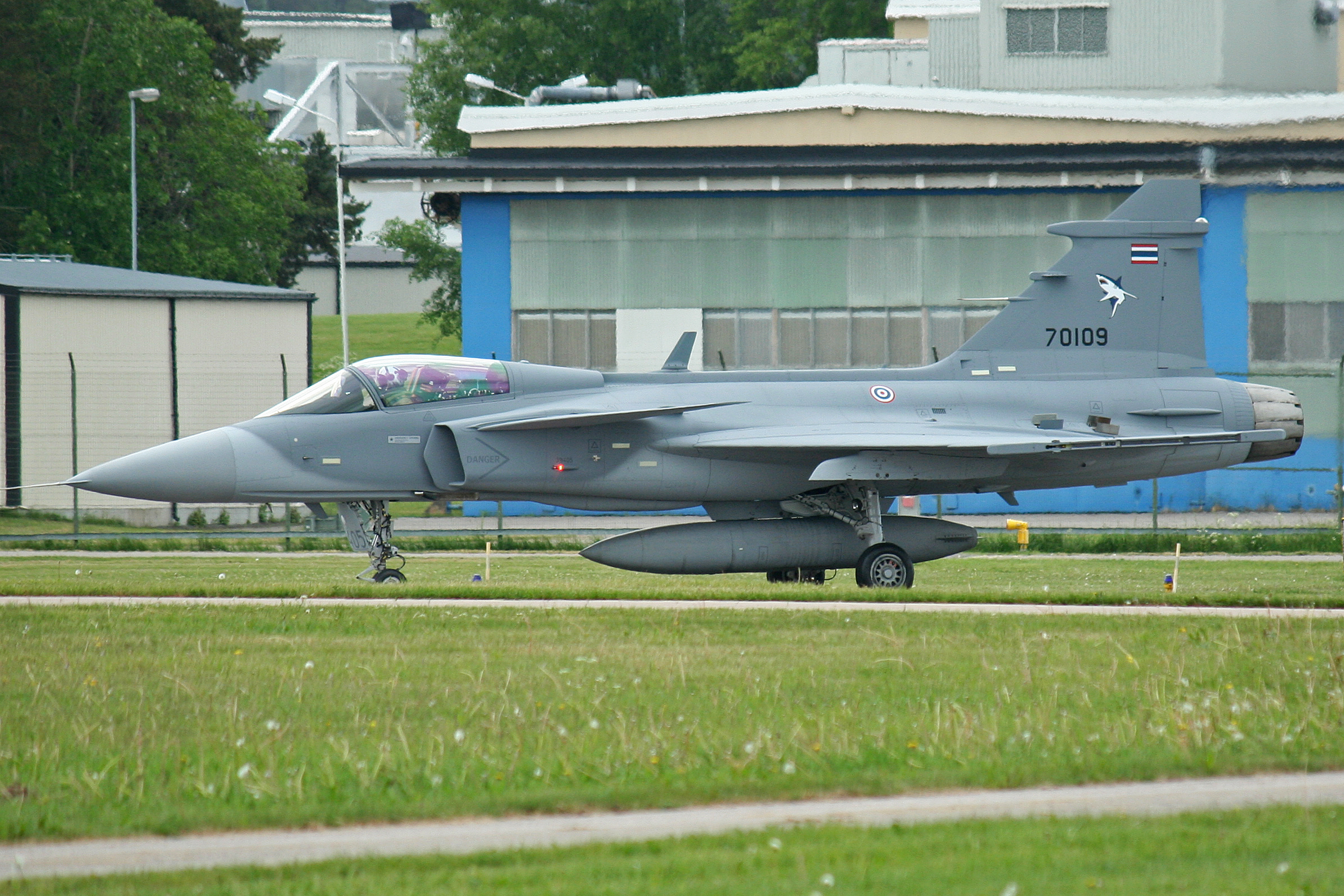
JAS39C

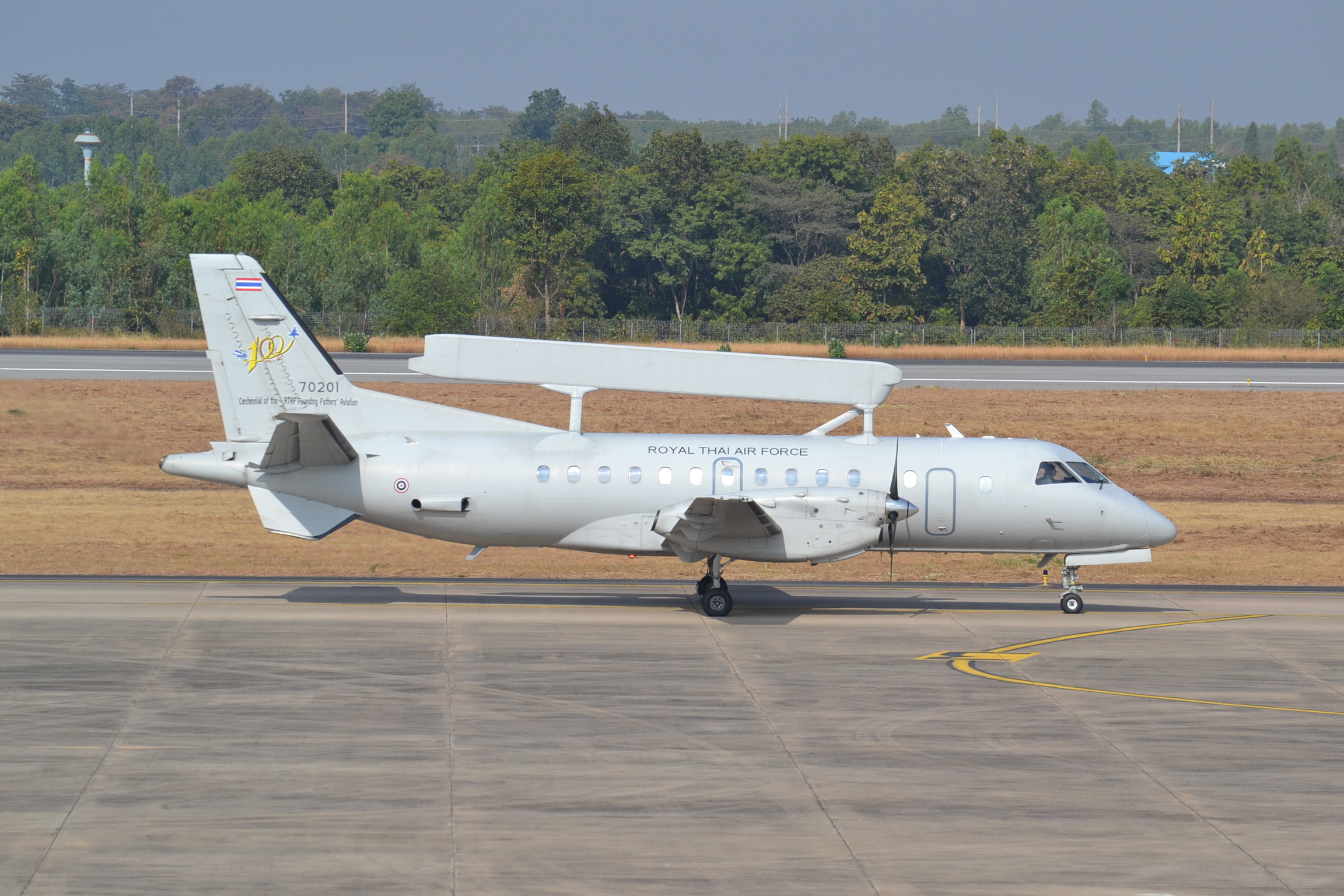
Saab 340 AEW&C

新攻撃機調達計画 - タイではタイ王国空軍第20攻撃機計画として知られており、タイ空軍は老朽化したF-5戦闘機の代替として3種のモデルについて購入検討を行い、2011年までに12機の機体を導入する予定であった。検討された戦闘機はアメリカのF-16C/D Block 50/52、ロシアのSu-30MKIT、そして、JAS 39だった。
2007年10月17日の記者会見において、6機のJAS 39C/Dとさらにオプション6機以上を導入するとチャリット・プックパースック空軍大将が発表した。その後、12機のJAS 39、2機の早期警戒エリアイレーダー搭載サーブ 340、1機のサーブ 340、導入機体に関する訓練と技術移転、RBS-15艦対艦ミサイルを2期に分けて導入されることになった。
- 第1期（ピース・スワンナプームI）2008年-2012年、JAS 39 6機、エリアイレーダー搭載サーブ 340 1機。
- 第2期（ピース・スワンナプームII）2013年-2017年、JAS 39 6機、エリアイレーダー搭載サーブ 340 1機、サーブ 340 1機[14][15]。

2008年8月、内閣が第1期導入計画予算を承認。予算規模は第1期は190億バーツ（約610億円）、第2期6機が154億バーツ（約495億円）となっている。
この第1期190億バーツ相当の予算には、JAS 39 6機（単座Cモデル2機、複座Dモデル4機、およびサポート・訓練・スペアパーツ）。さらに、エリアイレーダー搭載サーブ 340 1機、データリンク・システム、スウェーデンへの修士学生92名分の奨学助成枠の契約内容が含まれている。
2008年2月11日、グリペン購入契約書をスウェーデン軍軍需品管理局で締結。
2011年2月22日、第1期JAS 39 6機がスラートターニー空軍基地に配備された。
- 独自開発練習機 - 2007年11月5日、タイ空軍によって開発された新たな試作練習機B.Cho.2（บ.ชอ.2）がチャリット空軍大将によって公式に発表された。開発プロジェクトは2年前から始まり、費用3,000万バーツ。この練習機はタイ空軍で就役していたアエルマッキ SF-260をベースにライセンス再設計された機体。この試作機は、ガムペーンセーン空軍基地のタイ空軍航空教育学校と第604民間パイロット教育飛行隊で初等訓練機として使用することを目的としたタイ空軍モデル-6（RTAF-6）開発のためのテストに使用される[21]。
- 複発エンジン練習機 - タイ空軍は双発エンジン航空機の訓練に使用する目的で6機のDA42の購入を承諾した[22]。

### 輸送機・ヘリコプター
- C-130輸送機改修型 - ロックウェル・コリンズ社は、TAI社とタイ王国空軍のC-130輸送機6機の電子機器・コックピット・索敵・航行・管制システムなどの第2期近代改修を受注し、2008年、前金を受け取り改修中[23]。
- 新VIP用ヘリコプター - タイ空軍はシコルスキー社にとってS-92 VIP ヘリコプターの得意先となっており、2007年10月7日、空軍は3台の王室用ヘリ購入を公表した。2010年に導入予定[24]。
- 人員輸送輸送機 - 空軍は約40年使用し老朽化したアブロ 748輸送機を引き継ぎ、4機のATR-72-500を購入。2009年導入予定[25]。

### 機体損失事故
- 2008年10月18日、ターク県において、F-16A Block 15が1機墜落。パイロット1名死亡。就役22年になる機体であった[26]。
- 2010年2月14日、チャイヤプーム県において、F-16 ADFが2機目視外射程戦術航空乗員訓練システムの実施中に空中で衝突・墜落。パイロット2名とも無事[27]。